# Краків-Балиці (аеропорт)
Міжнародний аеропорт імені Яна Павла II Краків-Балиці (пол. Kraków Airport im. Jana Pawła II з 4 вересня 2007; раніше пол. Międzynarodowy Port Lotniczy im. Jana Pawła II Kraków–Balice) (IATA: KRK, ICAO: EPKK) — міжнародний аеропорт Кракова. Аеропорт розміщений за 11 км на захід від центру Кракова поруч із 8-ю авіабазою Військово-повітряних сил Польщі та спільно з нею експлуатує бетонну злітну смугу довжиною 2550 і шириною 60 метрів. Це аеропорт класу 4D з системою точного забезпечення призе́млення (Instrument landing system) I класу і додатковими вогнями призе́млення по осі злітно-посадкової смуги. Аеропорт експлуатується товариством з обмеженою відповідальністю Międzynarodowy Port Lotniczy im. Jana Pawła II Kraków — Balice sp. z o.o.
Це — другий аеропорт Польщі після летовища Варшава-Шопен як за пасажирообігом, так і за авіатрафіком. Аеропорт має добрі перспективи розвитку, оскільки в радіусі 100 км від нього проживає близько 8 млн населення і він розташований на перетині великих транспортних комунікацій цієї частини Польщі.
Аеропорт є транспортним вузлом для авіаліній:
- Ryanair Sun
- Wizz Air

## Історія
- З 1923 р. пасажирські перельоти з Кракова здійснювалися з аеропорту Краків-Раковиця-Чижини, ліквідованого в 1963 р. З 2005 року частина його злітно-посадкової смуги використовується як аеропорт-музей.
- У 1964 р. частина існуючого військового летовища у Балицях починає використовуватися для цивільних перевезень.
- У 1995 р. аеропорт отримує ім'я Іоанна Павла II (John Paul II International Airport).[2]
- 29 квітня 2009 в аеропорту здійснив посадку Boeing 747 — 400 (Jumbo Jet) ізраїльської авіакомпанії El Al. Це було доказом того, що аеропорт може приймати літаки такого класу. Але вони не можуть мати максимальне навантаження, тому що злітно-посадкова смуга закоротка для їх розгону[3].
- У 2003 р. ірландський бюджетний авіаперевізник Ryanair почав переговори з метою організації польотів з краківського аеропорту. Але авіаційна влада не погодилася знизити аеропортовий збір, тому уряд міста і Малопольського воєводства вирішили побудувати другий термінал для бюджетних авіаліній. Але виникли труднощі, пов'язані з тим, хто є власником аеропорту і хто буде відповідати за цей термінал. Але хоча новий термінал не був побудований, поява перших дешевих перевізників змусило традиційні авіакомпанії знизити ціни на деяких напрямках.
- У 2004 р. з'явилися нові маршрути в Центральну Європу. Після короткого спаду кількості пасажирів вони знову стало динамічно прибувати. Але сильним конкурентом став аеропорт Катовиці, якому вдалося налагодити значно кращі відносини з бюджетними авіакомпаніями.

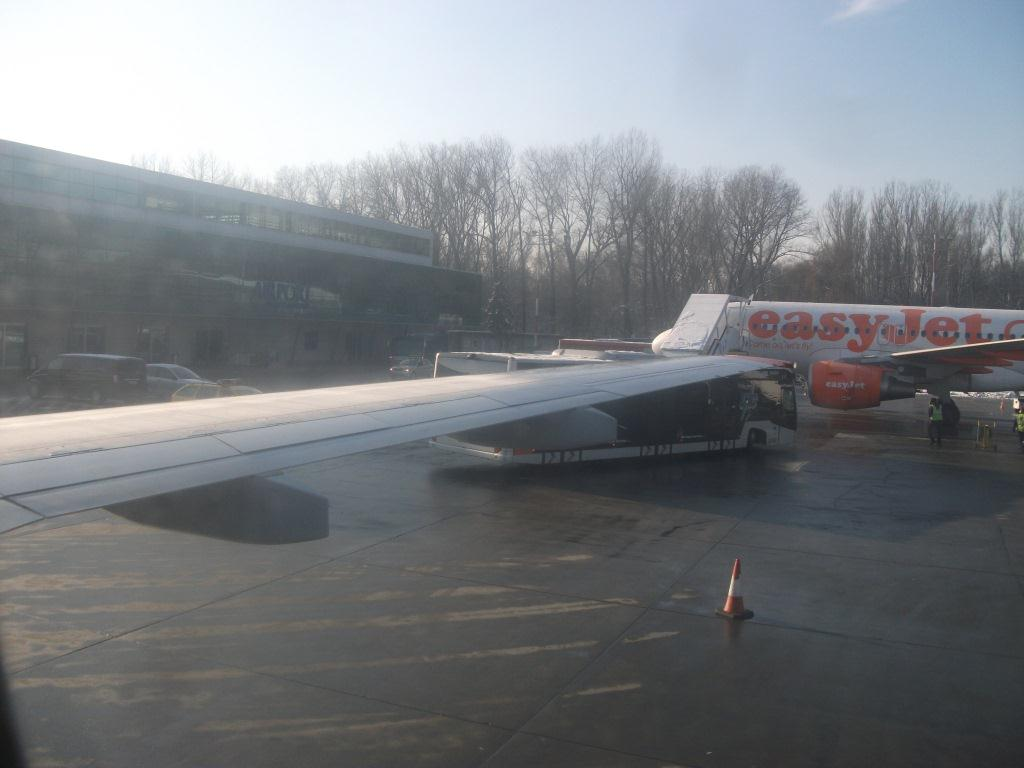
Літак easyJet в аеропорту Балиці

- У 2004 р. з'явилася ідея відкриття залізничного сполучення між аеропортом і центром міста. З цією метою були використані колії залізниці, що використовувалася для транспортування цистерн із паливом до військово-повітряної бази. З 26 травня 2006 року, між залізничним вокзалом Краків-Головний та аеропортом Краків-Баліце курсує рейковий автобус. Його станція розташована за 200 м від пасажирського термінала аеропорту. Поїздка від центру міста до аеропорту займає близько 18 хвилин.
- 28 лютого 2007 р. відкрито внутрішній термінал площею 1733 м², який може обслужити 500 тис. чол. на рік. Початковим призначенням будівлі терміналу було використання його як гараж для техніки, яка обслуговує аеропорт.
- 17 травня 2007 р. введено в експлуатацію нову будівлю пожежної охорони, розташовану у контрольній смуги аеропорту, що забезпечило можливість скорочення часу реакції рятувальних і пожежних служб до 90 секунд.
- 20 липня 2007 р. відкрито нову частину міжнародного термінала площею 3000 м², з 15 стійками реєстрації та 5 пунктами контролю. Це був другий етап підготовки аеропорту до вступу Польщі до Шенгену, що стався у повітряному сполученні 1 березня 2008 р.
- 4 вересня 2007 назва аеропорту змінено з Międzynarodowy Port Lotniczy im. Jana Pawła II Kraków-Balice на Kraków Airport im. Jana Pawła II[4].
- 27 листопада 2007 аеропорт втратив статус «пересадного вузла» словацької бюджетної авіакомпанії SkyEurope Airlines і відповідно — 19 напрямків авіасполучень.
- 20 грудня 2007 аеропорт обслужив тримільйонного пасажира у 2007 р.[5]
- 9 січня 2008 авіакомпанія Germanwings оголосила про перенесення з 1 квітня своїх рейсів до Кельна і Штутгарта в аеропорт Катовіце. Рейси Germanwings повернулися до Кракова 15 червня 2009 р.[6].
- 1 березня 2010 відкрито новий паркінг, розташований біля міжнародного термінала[7].
- У серпні 2011 авіакомпанія Ryanair обслужила чотиримільйонного пасажира краківського аеропорту[8].
- 26 листопада 2011 малопольський воєвода дав дозвіл на будівництво пасажирського термінала. Загальна площа терміналу становить 55 тис. м² корисної площі, щорічно він може обслуговувати 8 мільйонів пасажирів[9].
- 24 квітня 2012 року бюджетна авіакомпанія Volotea запровадила рейси з Кракова до Венеції[10]
- 16 травня 2012 EuroLot запровадила рейси до Львова[11].
- 12 грудня 2012 ірландська бюджетна авіакомпанія Ryanair оголосила про відкриття свого хабу в Баліцах, де буде дислоковано два літаки цього перевізника[12].Офіційне відкриття відбулося 3 квітня 2013 року[13].
- 11 квітня 2013 розпочато роботи з будівництва нового пасажирського термінала, реконструкцію існуючої будівлі й модернізації внутрішнього планування аеропорту, генпідрядник — компанія Astaldi С.п. А..[14].
- 5 грудня 2013 аеропорту створено центр санітарії для вертольотів Lotnicze Pogotowie Ratunkowe.
- 1 травня 2015 авіакомпанія British Airways відновили польоти в аеропорт Лондон-Хітроу і Swiss International Air Lines відновили польоти в аеропорт Цюрих
- 18 травня 2015 авіакомпанія KLM розпочала польоти в аеропорт Амстердам-Схіпгол замінивши на цьому маршруті EuroLot.
- 1 липня 2015 авіакомпанія Ryanair обслужила 10 мільйонного пасажира.
- 28 вересня 2015 було введено в дію нова — східна частина терміналу, в якому знаходиться новий зал прильоту й 11 нових пасажирських гейтів (10-18). Водночас зал вильоту було закрито у західній частині терміналу для ремонту. Термінал T2 було ліквідовано.
- Починаючи з липня 2017 року було відновлено зв'язок між Краковом і Чикаго

## Послуги

### Термінал
11 квітня 2013 розпочато будівництво нового терміналу аеропорту, який знаходиться поруч з існуючим старим будинком терміналу. Роботи з будівництва нового терміналу було завершено в грудні 2016 року Термінал обслуговує цілорічно, 24 години на добу, як внутрішні, так і міжнародні рейси. Очікувана максимальна потужність терміналу становить до 8 мільйонів пасажирів, що обробляються на рік. Термінал має нову систему обробки багажу та критий пішохідний міст, який з'єднує термінал з готелем, багаторівневою автостоянкою і залізничним вокзалом що має залізничне сполучення із Краківським вокзалом.

## Авіалінії та напрямки, жовтень 2020
| Авіакомпанія                  | Пункт призначення |
| ----------------------------- | --- |
| Aegean Airlines               | Сезонний: Афіни |
| Air France                    | Париж–Шарль де Голль |
| British Airways               | Лондон-Хітроу |
| Bulgarian Air Charter         | Сезонний чартер: Бургас |
| Buzz                          | Сезонний чартер: Анталія, Бургас, Іракліон, Кос, Пальма-де-Мальорка, Родос, Тирана, Варна, Закінф |
| easyJet                       | Единбург, Лондон-Гатвік, Манчестер, Мілан-Мальпенса, Париж-Шарль де Голль |
| Enter Air                     | Сезонний чартер: Анталія, Ханья, Хургада, Мадейра, Палермо |
| Eurowings                     | Дюссельдорф, Штутгарт |
| Flydubai                      | Дубай |
| Jet2.com                      | Сезонний: Бірмінгем, Глазго, Лідс/Бредфорд, Манчестер, Ньюкасл |
| KLM                           | Амстердам |
| LOT Polish Airlines           | Чикаго-О'Хара, Гданськ, Ольштин, Варшава–Шопен Сезонний: Барселона, Бухарест, Ханья, Корфу, Дубровник, Каламата, Кавала, Рим-Ф'юмічіно, Санторіні, Салоніки, Задар. Закінф |
| Lufthansa                     | Франкфурт, Мюнхен |
| Luxair                        | Люксембург (з 30 листопада 2020) |
| Norwegian Air Shuttle         | Копенгаген, Осло–Гардермуен, Стокгольм–Арланда |
| Ryanair                       | Аліканте, Афіни, Барселона, Барі, Париж–Бове, Белфаст-Міжнародний, Бергамо, Бірмінгем, Болонья, Борнмут, Бристоль, Брюссель-Шарлеруа, Кальярі, Катанія, Копенгаген, Дублін, Східний Мідландс, Единбург, Ейндговен, Гданськ, Глазго, Київ-Бориспіль, Лідс-Бредфорд, Лісабон, Ліверпуль, Лондон-Лутон, Лондон-Станстед, Мадрид, Малага, Мальта, Манчестер, Неаполь, Палермо, Пафос, Порту, Прага, Рим-Чіампіно, Осло-Торп, Севілья, Стокгольм-Скавста, Тель-Авів, Салоніки, Валенсія, Веце Сезонний: Бургас, Ханья, Лурд, Пальма-де-Мальорка |
| Scandinavian Airlines         | Копенгаген, Стокгольм-Арланда |
| Smartwings Poland             | Сезонний: Ханья, Корфу |
| Swiss International Air Lines | Цюрих |
| Transavia                     | Ейндговен |
| Wizz Air                      | Берген, Біллунн, Бірмінгем, Донкастер-Шеффілд, Ейндговен, Київ-Жуляни, Лондон-Гатвік, Лондон-Лутон, Мілан-Мальпенса, Осло-Гардермуен, Рим-Ф'юмічіно, Ставангер, Тель-Авів, Тронгейм Сезонний:Ніцца, Рейк'явік |

## Статистика
Річний обсяг перевезень
| Рік  | Пасажирський трафік | Процентна зміна |
| ---- | ------------------- | --------------- |
| 2003 | 593 214             |                 |
| 2004 | 841 123             | ▲ 42 %          |
| 2005 | 1 586 130           | ▲ 89 %          |
| 2006 | 2 367 257           | ▲ 49 %          |
| 2007 | 3 068 199           | ▲ 30 %          |
| 2008 | 2 923 961           | ▼ 5 %           |
| 2009 | 2 680 322           | ▼ 8 %           |
| 2010 | 2 863 996           | ▲ 7 %           |
| 2011 | 3 014 060           | ▲ 5 %           |
| 2012 | 3 439 758           | ▲ 14 %          |
| 2013 | 3 647 616           | ▲ 6 %           |
| 2014 | 3 817 792           | ▲ 5 %           |
| 2015 | 4 221 171           | ▲ 11 %          |
| 2016 | 4 983 645           | ▲ 18 %          |
| 2017 | 729 586 (FEB)       | ▲ 19 %          |
| 2018 | 6 769 369           | ▲ 17 %          |

## Наземний транспорт
До аеропорту можна дістатися окрім особистого автомобіля або таксі:

### Потяг

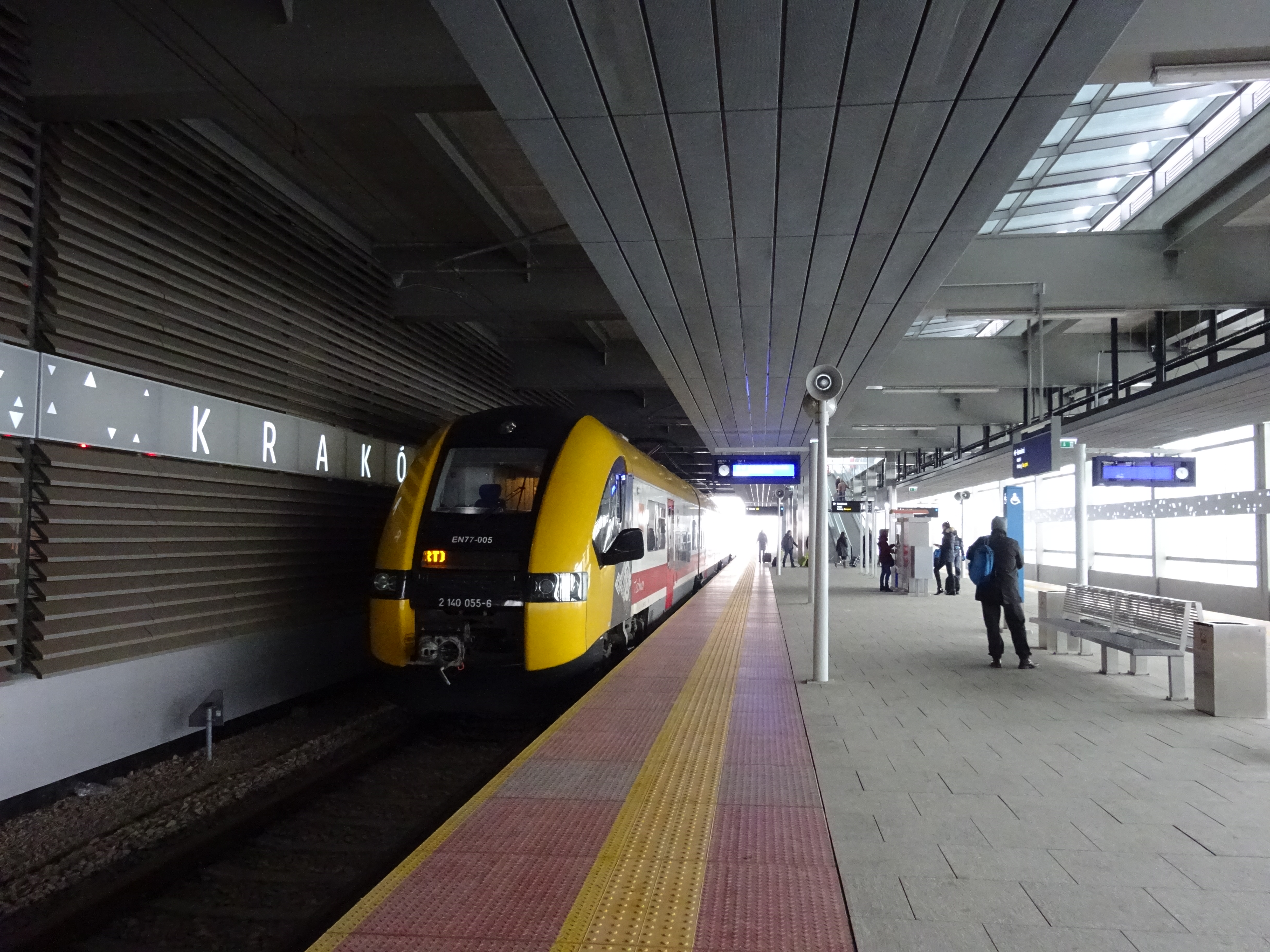
Потяг на станції Краківський аеропорт

Між залізничними станціями Краків-Баліце та Краків-Головний прямує Balice Express. Час поїздки близько 20 хвилин, щоб дістатися до центру міста і далі 20 хвилин до Велички (Соляні копальні).

### Автобус
Громадські автобуси сполучають аеропорт зі станцією Краків-Головний і центральним автовокзалом протягом дня (маршрут 208 — щогодини, і 252 — щопівгодини) і вночі (маршрут 902). На 2017 рік вартість проїзду до центру міста — 4,00 злотих.